# Ювас
Ювас (тат. Ювас) — деревня в Высокогорском районе Республики Татарстан, в составе Большебитаманского сельского поселения.

## География
Деревня находится в 2,5 км от реки Ашит, в 36 км к северо-западу от районного центра, посёлка железнодорожной станции Высокая Гора.
В окрестностях деревни находятся памятники природы: озёра Лесное и Мочальное.

## История
Первоисточники упоминают о деревне под названием Битоман по речке Юван с XVIII века.
В сословном плане, в XVIII веке и вплоть до 1860-х годов, жители деревни причислялись к государственным крестьянам.
По данным переписей, население деревни увеличивалось с 72 душ мужского пола в 1782 году до 669 человек в 1926 году. В последующие годы численность населения деревни постепенно уменьшалась и в 2017 году составила 116 человек.
В «Списке населенных мест по сведениям 1859 года», изданном в 1866 году, населённый пункт упомянут как казённая деревня Битоман по речке Юван (Ювась) 3-го стана Казанского уезда Казанской губернии. Располагалась при безымянном ключе, по правую сторону торгового Галицкого тракта, в 40 верстах от губернского города Казани и в 17 верстах от становой квартиры в казённой деревне Верхние Верески. В деревне в 47 дворах жили 403 человека (201 мужчина и 202 женщины). Была мечеть.
По сведениям из первоисточников, мечеть и мектеб существовали в деревне в начале XX столетия. Мечеть также была построена в 2007 году.
Административно, до 1920 года деревня относилась к Казанскому уезду Казанской губернии, с 1965 года относится к Высокогорскому району Татарстана.

## Экономика и инфраструктура
Полеводство, животноводство; эти виды деятельности являлись основными для жителей деревни также в XVIII-XIX столетиях.
В деревне действует фельдшерско-акушерский пункт.